# Ana Miguel dos Santos
Ana Miguel Marques Neves dos Santos (12 de setembro de 1981) é uma deputada e política portuguesa. Foi deputada à Assembleia da República na XIV legislatura pelo Partido Social Democrata. A nível académico, frequentou o Doutoramento em Direito. Em abril de 2024, após a renúncia ao mandato de Paulo Rangel, assumiu funções como deputada ao Parlamento Europeu, em representação do PSD.